# Kovács Lóránt
Kovács Lóránt (Marosvásárhely, 1993. június 6. –) romániai magyar labdarúgó, a Sepsi OSK
játékosa.

## Pályafutása

### Klubcsapatokban
15 éves korától Kolozsváron játszott. Előbb az FC Ardealul Cluj utánpótlásképző-központban, majd az Universitateánál, közben fél évet kölcsönben a harmadik ligás Resicában is eltöltött. A Universitatea Cluj első csapatában a 2012-2013-as szezon hajrájában mutatkozott be, a 2013-2014-es idényben pedig már 17 meccsen kapott lehetőséget az élvonalban és gólt is szerzett.
2016 januárjában a Debreceni VSC-nél járt próbajátékon, de végül a Szombathelyi Haladás játékosa lett. Február 8-án már a zöld-fehérekkel edzett, másnap pedig az orvosi vizsgálat is mindent rendben találtak nála, így aláírta két és fél évre szóló szerződését. 2019 februárjáig 65 élvonalbeli találkozón hat gólt szerzett a vasiak színeiben, majd Újpestre szerződött. A 2018-2019-es idényben öt, majd a 2019-2020-as bajnokság őszi felében három bajnoki kapott csak lehetőséget a lila-fehér klubnál, 2020 januárjában a román élvonalban szereplő Sepsi OSK szerződtette.

### A válogatottban
Szerepelt a román U19-es labdarúgó-válogatottban.

## Statisztika
| Klub                 | Szezon | Bajnokság     | Bajnokság | Országos kupa | Országos kupa | Ligakupa      | Ligakupa | Nemzetközi kupa | Nemzetközi kupa | Összesen      | Összesen |
| Klub                 | Szezon | Pályára lépés | Gól       | Pályára lépés | Gól           | Pályára lépés | Gól      | Pályára lépés   | Gól             | Pályára lépés | Gól      |
| -------------------- | ------ | ------------- | --------- | ------------- | ------------- | ------------- | -------- | --------------- | --------------- | ------------- | -------- |
| Universitatea Cluj   |        |               |           |               |               |               |          |                 |                 |               |          |
| 2012–13              | 1      | 0             | 0         | 0             | –             | –             | –        | –               | 1               | 0             |          |
| 2013–14              | 17     | 1             | 0         | 0             | –             | –             | –        | –               | 17              | 1             |          |
| 2014–15              | 17     | 1             | 4         | 0             | 2             | 1             | –        | –               | 23              | 2             |          |
| 2015–16              | 7      | 0             | 1         | 0             | –             | –             | –        | –               | 8               | 0             |          |
| Összesen             | 42     | 2             | 5         | 0             | 2             | 1             | –        | –               | 49              | 3             |          |
| Szombathelyi Haladás |        |               |           |               |               |               |          |                 |                 |               |          |
| 2015–16              | 12     | 0             | 0         | 0             | –             | –             | –        | –               | 12              | 0             |          |
| 2016–17              | 27     | 3             | 3         | 0             | –             | –             | –        | –               | 30              | 3             |          |
| 2017–18              | 23     | 3             | 1         | 0             | –             | –             | –        | –               | 24              | 3             |          |
| 2018–19              | 4      | 0             | 2         | 3             | –             | –             | –        | –               | 6               | 3             |          |
| Összesen             | 66     | 6             | 6         | 3             | 0             | 0             | 0        | 0               | 72              | 9             |          |
| Újpest               |        |               |           |               |               |               |          |                 |                 |               |          |
| 2018–19              | 5      | 0             | 0         | 0             | –             | –             | 0        | 0               | 5               | 0             |          |
| 2019–20              | 3      | 0             | 0         | 0             | –             | –             | –        | –               | 3               | 0             |          |
| Összesen             | 8      | 0             | 0         | 0             | 0             | 0             | 0        | 0               | 8               | 0             |          |
| Karrier összes       |        | 116           | 8         | 11            | 3             | 2             | 1        | 0               | 0               | 129           | 12       |